# Kuta (Kecamatan)
Kuta ist ein Distrikt (Kecamatan) im Regierungsbezirk (Kabupaten) Badung im Süden der indonesischen Provinz Bali. Er grenzt im Norden an den Kecamatan Kuta Utara, im Nordwesten und Westen an die balinesische Hauptstadt Denpasar und im Süden an den Kecamatan Kuta Selatan. Im Westen und Südosten bildet die Balisee eine natürliche Grenze.
Vor der Abspaltung des nördlichen und südlichen Teils war Kuta der bevölkerungsreichste Distrikt des Regierungsbezirks. Ende 2021 wurde der Kecamatan Kuta in fünf Dörfer mit städtischem Charakter geteilt. Eine weitere Unterteilung erfolgte in 6 Desa Adat („indigenous villages“), 28 Banjar Dinas („Official hamlets“) und 31 Banjar Adar („indigenous hamlets“).

## Verwaltungsgliederung
| Kode PUM 1    | Dorf (Kelurahan) | Fläche (km²) Ende 2021 | Einwohner Census 2010 | Einwohner Census 2020 | Einwohner Ende 2021 | Dichte Einw. pro km² |
| ------------- | ---------------- | ---------------------- | --------------------- | --------------------- | ------------------- | -------------------- |
| 51.03.01.1001 | Tuban            | 5,94                   | 22.947                | 21.235                | 21.880              | 3.683,50             |
| 51.03.01.1002 | Kuta             | 7,36                   | 37.902                | 20.228                | 18.069              | 2.455,03             |
| 51.03.01.1003 | Kedonganan       | 2,40                   | 10.735                | 8.539                 | 7.454               | 3.105,83             |
| 51.03.01.1004 | Legian           | 2,83                   | 8.759                 | 4.902                 | 4.643               | 1.640,64             |
| 51.03.01.1005 | Seminyak         | 3,74                   | 6.140                 | 4.256                 | 3.963               | 1.059,63             |
| 51.03.01      | Kec. Kuta        | 22,27                  | 86.483                | 59.160                | 56.009              | 2.515,00             |
Ergebnisse aus Zählung:
2010 und 2020, Fortschreibung (Datenstand: Ende 2021)

## Bevölkerung

### Bevölkerungsentwicklung der letzten drei Halbjahre
| Datum      | Fläche (km²) | Einwohner | männlich | weiblich | Dichte (Einw./km²) | Sex Ratio (m*100/w) |
| ---------- | ------------ | --------- | -------- | -------- | ------------------ | ------------------- |
| 31.12.2020 | 22,27        | 53.926    | 27.168   | 26.758   | 2.421,5            | 101,5               |
| 30.06.2021 | 22,27        | 53.547    | 27.025   | 26.522   | 2.404,4            | 101,9               |
| 31.12.2021 | 22,00        | 56.009    | 28.159   | 27.850   | 2.545,9            | 101,1               |
Fortschreibungsergebnisse